# بوب أدي
بوب أدي (بالإنجليزية: Bob Addy)‏ هو لاعب كرة قاعدة أمريكي، ولد في فبراير 1845 في بورت هوب في كندا، وتوفي في 9 أبريل 1910 في بوكاتيلو في الولايات المتحدة.

## وصلات خارجية
- بوب أدي على موقع دوري كرة القاعدة الرئيسي (الإنجليزية)
- بوب أدي على موقعبيزبول رفرنس.كوم (الدوري الرئيسي) (الإنجليزية)
- بوب أدي على موقع جمعية أبحاث البيسبول الأمريكية (الإنجليزية)
- بوب أدي على موقع إي إس بي إن.كوم (أم.أل.بي) (الإنجليزية)
- بوب أدي على موقع مشجعي الرسوم البيانية (الإنجليزية)